# Beau Ideal
Pour plus de détails, voir Fiche technique et Distribution.
Beau Ideal est un film américain réalisé par Herbert Brenon et sorti en 1931.
C'est un remake parlant du film muet Beau Geste du même réalisateur en 1926, d'après le roman éponyme de Percival Christopher Wren. Le film a été un échec commercial, et il n'y aura pas d'autre épisode des aventures de la famille Geste avant le film de William A. Wellman en 1939.

## Synopsis

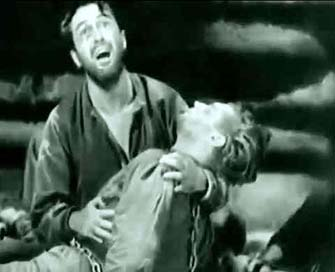
Lester Vail et Ralph Forbes attendant la mort

Les deux derniers survivants d'un détachement de la légion étrangère, qui se connaissent sous le nom de Smith et de Brown, sont consignés dans une fosse à grains dans le désert pour mourir lentement. Alors qu'ils attendent la mort, les deux soldats se rendent compte qu'ils étaient amis d'enfance, John Geste (Ralph Forbes) et Otis Madison (Lester Vail), respectivement.
Après s'être reconnus, ils ont une série de flashbacks de leur amitié lors de leur enfance en Angleterre. Ces souvenirs sont suivis par le souvenir d'Otis de son retour en Angleterre et de sa découverte que John avait rejoint la légion étrangère française, pendant qu'en Angleterre, Otis apprend qu'Isobel Landon (Loretta Young), dont il est amoureux, est fiancée à John. Malgré les sentiments qu'il ressent pour elle, il jure d'aller chercher John en Afrique et de rentrer avec lui en Angleterre. Il fait ses préparatifs et part pour le continent noir.
Une fois arrivé en Afrique, Otis et son détachement reçoivent l'ordre d'occuper un fort français dans le désert. Comme des difficultés surviennent, ses compagnons légionnaires commencent une mutinerie. Otis ne participe pas au soulèvement, au contraire il tente de persuader les autres soldats de mettre un terme à leur rébellion. Lorsque le soulèvement cesse, les commandants ne croient pas ce que raconte Otis, et assurent qu'il a participé à la rébellion, et l'envoient devant une commission pénale. Devant cette commission, il est à nouveau faussement accusé, et il est jeté dans la fosse accompagné de John, ce qui explique pourquoi ils sont tous deux dans cette fosse quand le film commence.

## Fiche technique
- Réalisation : Herbert Brenon
- Scénario : Elizabeth Meehan, Paul Schofield, d'après Percival Christopher Wren
- Producteur : William LeBaron
- Production : RKO Pictures
- Durée : 79 minutes
- Images : J. Roy Hunt
- Musique : Max Steiner
- Costumes et direction artistique : Max Rée
- Date de sortie : 25 janvier 1931
- Budget : 707 000 $[2]
- Box office : 575 000 $[2]

## Distribution
- Frank McCormick : Carl Meyer
- Ralph Forbes : John Geste
- Lester Vail : Otis Madison
- Otto Matieson : Jacob Levine
- Don Alvarado : Ramon Gonzales
- Bernard Siegel : Ivan Badinoff
- Irene Rich : Lady Brandon
- Myrtle Stedman : Mme Frank Madison
- Loretta Young : Isobel Brandon
- John M. St. Polis : Juge Avocat

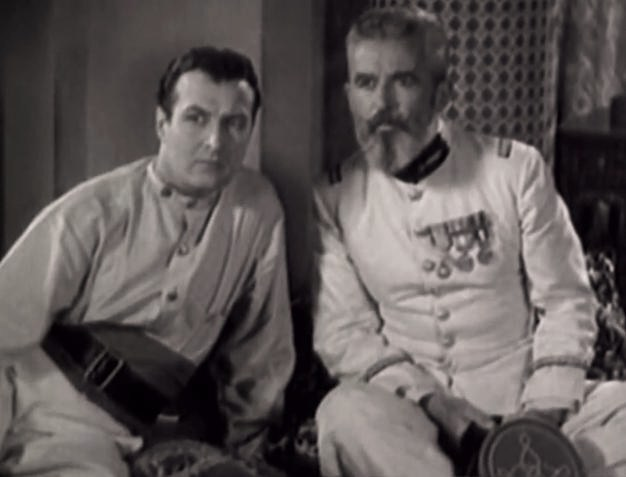
Lester Vail et Paul McAllister.

- Joe De Stefani : Procureur de la République
- Paul McAllister : Sergent Frederic
- Hale Hamilton : Major LeBaudy
- George Regas : L'Emir
- Leni Stengel (en) : Zuleika
- Wilfrid North (non crédité) : Officier français